# Mohamed El-Kamaa
Mohamed El-Kamaa (arab. محمد الكما) – libijski kolarz, olimpijczyk.
El-Kamaa wystąpił na Letnich Igrzyskach Olimpijskich 1980 w jednej konkurencji kolarstwa szosowego. W drużynowej jeździe na czas zajął wraz z kolegami z reprezentacji 21. miejsce wśród 23 zespołów, osiągając wynik 2:24:48,2 (skład reprezentacji: Ali Hamid El-Aila, Mohamed El-Kamaa, Nuri Kaheil, Khalid Shebani).